# 우그레시스카야역
우그레시스카야역(러시아어: Угрешская)은 모스크바 지하철 모스크바 중앙 순환선의 역이다. 역명은 우그레시스카야 울리차(Угрешская Улица) 거리에서 따온 것이다. 이 이름은 인근 니콜로 우그레시스키 수도원에서 따온 것으로, 모스크바 철도의 소순환선에 있는 역과 공유된다.
원래 역명은 볼고그라츠카야(Volgradskaya)로 계획되었으나, 개통에 앞서 2016년 8월에 변경되었다.

## 환승
우그레시스카야 역에서는 2017년 1월부터 메트로 타간스코 크라스노프레스넨스카야 선의 볼고그라츠키 프로스펙트 역으로 환승할 수 있게 되었다.